# Shinobi (jeu vidéo, 2002)
Pour les articles homonymes, voir Shinobi.
Shinobi est un jeu vidéo de type beat them all développé par Overworks pour l'éditeur Sega sur PlayStation 2 en 2002. Shinobi est un grand classique du jeu d'action/plates-formes des années 1980 et 90.
Le jeu connait une suite en 2004, toujours sur PlayStation 2, dénommée Nightshade.

## Distribution
- Hotsuma : Xavier Fagnon
- Moritsune : Thierry Ragueneau
- Ageha : Nathalie Bienaimé
- Hiruko (jeune) : Cédric Dumond
- Hiruko (vieux) : Eric Peter
- Kagari : Laurence Crouzet

## Accueil
- Jeux vidéo Magazine : 15/20[2]